# Kōki Saga
Kōki Saga (jap. 嵯峨 宏紀, Saga Kōki; * 25. April 1983 in der Präfektur Aichi) ist ein japanischer Automobilrennfahrer.

## Karriere
Saga begann seine Motorsportkarriere 2000 im Kartsport, in dem er bis 2003 aktiv war. Saga wurde 2004 Fünfter der japanischen Formel Toyota. 2005 wechselte er zu Le Beausset Motorsports in die japanische Formel-3-Meisterschaft und beendete seine erste Saison auf dem 13. Gesamtrang. In den folgenden zwei Jahren beendete er die japanische Formel-3-Meisterschaft jeweils auf dem elften Platz in der Meisterschaft und erzielte insgesamt eine Podest-Platzierung. 2006 trat er zusätzlich in der Super GT an. In dieser Serie gewann er einmal die GT300-Wertung und beendete die Saison auf dem 13. Platz der GT300-Wertung. 2008 verbesserte er sich in der japanischen Formel-3-Meisterschaft mit einer Podest-Platzierung auf den siebten Platz der Meisterschaft. Außerdem trat er beim Macau Grand Prix und zu einem Super-GT-Rennen an. 2009 erzielte er zwei Podest-Platzierungen in der japanischen Formel-3-Meisterschaft. Zudem startete er ein weiteres Mal beim Macau Grand Prix. 2010 bestritt Saga seine sechste Saison in der japanischen Formel 3. In dieser Saison erzielte er beim Saisonfinale zwei Siege und beendete die Meisterschaft auf dem vierten Platz. Außerdem startete er in der Super GT und wurde Zehnter in der GT300-Wertung der Super GT.
2011 wechselte Saga in die Formel Nippon, in der er ebenfalls für Le Beausset Motorsports antrat. Er blieb punktelos und schloss die Saison auf dem 17. Rang ab. Darüber hinaus wurde er 16. in der GT300-Wertung der Super GT.

## Karrierestationen
| - 2000–2003: Kartsport - 2004: Japanische Formel Toyota (Platz 5) - 2005: Japanische Formel 3 (Platz 13) - 2006: Japanische Formel 3 (Platz 11) - 2006: Super GT, GT300 (Platz 13) | - 2007: Japanische Formel 3 (Platz 11) - 2008: Japanische Formel 3 (Platz 7) - 2008: Super GT, GT500 - 2009: Japanische Formel 3 (Platz 6) - 2010: Japanische Formel 3 (Platz 4) | - 2010: Super GT, GT300 (Platz 10) - 2011: Formel Nippon (Platz 17) - 2011: Super GT, GT300 (Platz 16) |